# Aire urbaine de Flers
L'aire urbaine de Flers est une aire urbaine française  constituée autour de l'unité urbaine de Flers. Composée de 37 communes de l'Orne, elle comptait 43 382 habitants en 2013.

## Caractéristiques
D'après la délimitation établie par l'INSEE, l'aire urbaine de Flers est composée de 23 communes, toutes situées dans l'Orne. 
4 des communes de l'aire urbaine font partie de son pôle urbain, l'unité urbaine (couramment : agglomération) de Flers.
En 1999, ses 34 836 habitants faisaient d'elle la 183e des 354 aires urbaines françaises.
Les autres communes, dites monopolarisées, sont toutes des communes rurales.
L'aire urbaine de Flers	appartient à l'espace urbain de Flers-Vire.
Le tableau suivant indique l’importance de l’aire dans le département (les pourcentages s'entendent en proportion du département) :
| Département | Communes | Communes (%) | Superficie (km²) | Superficie (%) | Population (1999) | Population (%) |
| ----------- | -------- | ------------ | ---------------- | -------------- | ----------------- | -------------- |
| Orne        | 23       | 4,5          | 219,77           | 3,6            | 34 836            | 11,8           |

En 2006, la population s’élevait à 34 345 habitants.